# Tarkan (postava)
Tarkan je fiktivní postava hunského bojovníka vytvořená tureckým komiksovým kreslířem Sezginem Burakem. 
Oficiální turecká historiografie považuje Huny za předchůdce moderních Turků. Námět Hunů jako hlavních komiksových hrdinů byl tureckému trhu představen již na konci 40. let 20. století v komiksech s názvem Atilla Geliyor (Atilla přichází) a Atilla’nın Ölümü (Atillova smrt) vytvořených známými  komiksovými kreslíři Şahapem Ayhanem a Ayhanem Ererem.

## Původ slova
Slovo Tarkan (nebo také Tarhan, Targan, Dargan, Darkan) označuje u turko-mongolů určité postavení ve společnosti, jakým mohl být například kovář, kovářský mistr, vládní úředník a bojovník/voják. 
Po proslavení komiksového hrdiny Tarkana se toto jméno stalo oblíbeným mužským jménem v Turecku. 

## Publikační historie
Tarkan byl vytvořen tureckým kreslířem Sezginem Burakem v době jeho práce pro italskou uměleckou agenturu Studio D'Ami v Miláně
První Tarkanovo dobrodružství bylo vydáno pod názvem Mars'ın Kılıcı (Meč z Marsu) jako vtipný strip na stránkách tureckého deníku Hürriyet.
Od roku 1970 začala být Tarkanova dobrodružství tištěna v samostatném časopise. Poslední díl s názvem Milano'ya Giden Yol (Cesta do Milána) však nebyla z důvodu smrti autora v roce 1978 dokončena. Jeho práci převzal a dokončil v roce 1983 turecký kreslíř Özcan Eralp.

## Biografie fiktivního hrdiny
Tarkanův původ je odhalen v příhodě s názvem Gümüş Eyer (Stříbrné sedlo). Narodil se na Kavkaze jako syn hunského válečníka Altara. Po útoku kmenu Alanů osiří a je vychováván šedými vlky, díky čemuž získává obrovskou sílu a odvážnost. Později se stává válečníkem ve službách Attily, krále Hunské říše.
Tarkanovým jediným společníkem je šedý vlk pojmenovaný prostě Kurt (turecky vlk). Mezi jeho nejbližší přátele dále patří mazaný a obratný válečník menší postavy jménem Kulke a odvážná a cudná dívka jménem Bige, která je do Tarkana zamilovaná.

## Seznam dobrodružství
1. Meč z Marsu (Mars'ın Kılıcı)
2. Hrad Margus (Margus Kalesi)
3. Vlajkové strašidlo (Bayraktaki Canavar)
4. Věž hrůzy (Dehşet Kulesi)
5. Mariovi ptáci (Maryo'nun Kuşları)
6. Severní strašidla (Kuzey Canavarları)
7. Prsten Honorie (Honoriya'nın Yüzüğü)
8. Strašidelná honba (Korkunç Takip)
9. Stříbrné sedlo 1 (Gümüş Eyer 1)
10. Stříbrné sedlo 2 (Gümüş Eyer 2)
11. Stříbrné sedlo 3 (Gümüş Eyer 3)
12. Vikingská krev (Viking Kanı)
13. Zlatý medailon 1 (Altın Madalyon 1)
14. Zlatý medailon 2 (Altın Madalyon 2)
15. Zlatý medailon 3 (Altın Madalyon 3)
16. Teror na severu (Kuzeyde Dehşet Var)
17. Silný hrdina (Güçlü Kahraman)
18. Vlčí krev (Kurt Kanı)
19. Cesta do Milána 1 (Milano'ya Giden Yol 1)
20. Cesta do Milána 2 (Milano'ya Giden Yol 2)
21. Cesta do Milána 3 (Milano'ya Giden Yol 3)

## Filmové ztvárnění
Veškeré filmové adaptace Tarkana - s výjimkou dvou - ztvárnil turecký herec Kartal Tibet  a to v sérii zveřejněné v letech 1969 až 1973. Dříve než byl do hlavní role nejslavnější Tarkanovy série obsazen herec, byl v roce 1969 natočen díl Tarkan: Canavarlı Kule  (Tarkan: Strašidelná věž) v hlavní roli s tureckým hercem Ünalem Şahinem. Vzhledem ke sporům ohledně hereckého obsazení hlavního hrdiny byl se v natáčení s tímto hercem nepokračovalo. 
| Rok  | Název filmu (česky)     | Název filmu (turecky)     | Režisér        | v roli Tarkana |
| ---- | ----------------------- | ------------------------- | -------------- | -------------- |
| 1968 | Stepové káně Tark-Han   | Bozkırlar Şahini Tark-Han | Mehmet Aslan   | Tanju Korel    |
| 1969 | Tarkan proti Camoka     | Tarkan Camoka'ya Karşı    | T. Fikret Uçak | Hasan Demirtaş |
| 1969 | Tarkan: Strašidelná věž | Tarkan: Canavarlı Kule    | Cavit Yürüklü  | Ünal Şahin     |
| 1969 | Tarkan                  | Tarkan                    | Tunç Başaran   | Kartal Tibet   |
| 1970 | Tarkan: Stříbrné sedlo  | Tarkan: Gümüş Eyer        | Mehmet Aslan   | Kartal Tibet   |
| 1971 | Tarkan: Vikingová krev  | Tarkan: Viking Kanı       | Mehmet Aslan   | Kartal Tibet   |
| 1972 | Tarkan: Zlatý madailon  | Tarkan: Altın Madalyon    | Mehmet Aslan   | Kartal Tibet   |
| 1973 | Tarkan: Silný hrdina    | Tarkan: Güçlü Kahraman    | Mehmet Aslan   | Kartal Tibet   |